# Flodsottyrann
Flodsottyrann (Knipolegus orenocensis) är en fågel i familjen tyranner inom ordningen tättingar.

## Utseende
Hane flodsottyrann är en helsvart fågel. Honan är ljus under med sotfärgade streck på bröstet, medan ovansidan är mattsvart eller olivgrå. Liknande hona amazonsottyrann har roströd övergump. Båda könen har en liten tofs på huvudet.

## Utbredning och systematik
Flodsottyrannen delas in i tre underarter:
- orenocensis-gruppen
  - Knipolegus orenocensis orenocensis – förekommer i sydöstra Colombia och Orinoco-systemet Venezuela
  - Knipolegus orenocensis xinguensis – förekommer i östra Brasilien (Rio Xingu, Rio Tapajós och Rio Araguaia)
- Knipolegus orenocensis sclateri – förekommer i tropiska nordöstra Peru (Loreto) och centrala Amazonområdet i Brasilien

Sedan 2016 urskiljer Birdlife International och naturvårdsunionen IUCN sclateri som den egna arten "Sclaters sottyrann". 

## Levnadssätt
Flodsottyrannen hittas i öppna områden med spridda träd utmed floder och på säsongsmässigt översvämmade flodöar.

## Status
IUCN hotkategoriserar underartsgrupperna (eller arterna) var för sig, båda som livskraftiga.